# Обадия (хазарский царь)
Оба́дия (Обадий, Овадия; ивр. עבדיה‎; кон. VIII — 1-е дес. IX) — потомок Булана, основатель династии хазарских царей (беков). С его именем связан второй (окончательный) этап закрепления в Хазарии иудаизма.
Время правления определяется в зависимости от датировки акта иудаизации. В отечественной литературе его принято определять периодом после последнего набега хазар на Закавказье в 799 году и до конца правления халифа Харуна ар-Рашида — 809 году.
Провёл крупные реформы. В религиозной области установил ортодоксальную раввинистическую форму иудаизма. Выстроил синагоги и школы. Пригласил в страну еврейских мудрецов, установив им щедрое содержание. Они познакомили хазар с Мишной и Талмудом. В политической области стал основателем системы двойного правления, при которой за номинальными правителями страны каганами остались только символические функции, а руководство государством осуществляли их заместители — потомки Обадии. Иудаизм, таким образом, стал религией правящего дома.
Для своей династии установил более прогрессивный порядок престолонаследия: вместо традиционного «лествичного» принципа от старшего брата к младшему, трон стал передаваться строго от отца к сыну. Однако после правления сына Обадии Езекии I и внука Манассии I его линия пресеклась и трон перешёл к брату Обадии Ханукке. Есть основания полагать, что это произошло вследствие быстрой гибели первых царей из-за сопротивления части хазарской знати новым порядкам.
Некоторые исследователи, например К. Цукерман, отрицают реальность Обадии как исторической фигуры, на том основании, что он не упомянут в кратком списке хазарских царей (сочинение Иегуды Барселонца, XII век). Однако эта точка зрения не является общепринятой.